# I Could Never Be Your Woman
I Could Never Be Your Woman is een Amerikaanse film uit 2007 geregisseerd door Amy Heckerling.

## Verhaal
De van haar ex-man Nathan  (Jon Lovitz) gescheiden televisieproducente Rosie (Michelle Pfeiffer) krijgt bij de audities voor een nieuw komisch talent de ene na de andere ongeschikte kandidaat voor haar neus. Op het laatste moment valt Adam (Paul Rudd) de auditieruimte binnen en overtuigt meteen iedereen. Niet alleen kan hij prima met het script overweg, maar zijn spontane invallen maken evengoed indruk op Rosie. Terwijl Moeder Natuur (in de persoon van Tracey Ullman) het veertiger Rosie in alle toonaarden uit haar hoofd probeert te praten, ziet haar nichterige kledingadviseur Taylor (gespeeld door talkshowpresentator Graham Norton) haar voor zijn ogen vallen voor twintiger Adam. De liefde blijkt al snel wederzijds.
Voor Adam is hun eerste zoen het begin van een droomrelatie, maar voor Rosie is dit het begin van een stortvloed aan onzekerheden over haar uiterlijk, verwachtingen van anderen en haar gedrag als veertiger. Bovendien helpt het niet dat haar assistente Jeannie (Sarah Alexander) Adam voor zichzelf wil. Zij probeert met gemanipuleerde foto's Rosies jaloezie op te wekken, door het te doen voorkomen alsof Adam achter actrice Brianna (Stacey Dash) aan zit.
Rosies veertienjarige dochter Izzie (Saoirse Ronan) wordt tot grote vreugde van haar moeder op dat moment voor het eerst verliefd, op haar klasgenoot Dylan (Rory Copus). Terwijl ze deze met raad bijstaat, komen haar jaloezie en onzekerheid over het leeftijdsverschil steeds meer tussen haar en Adam te staan. Deze legt zich hier niet zomaar bij neer en begint een charmeoffensief.

## Rolverdeling
- Michelle Pfeiffer - Rosie
- Paul Rudd - Adam
- Saoirse Ronan - Izzie
- Tracey Ullman - Moeder Natuur
- Stacey Dash - Brianna
- Fred Willard - Marty
- Sarah Alexander - Jeannie
- Jon Lovitz - Nathan
- Sally Kellerman - zichzelf
- Henry Winkler - zichzelf

## Trivia
- De titel van I Could Never Be Your Woman komt uit het nummer Your Woman van White Town. Het refrein bestaat daarin uit vier herhalingen van deze regel. De muziek komt ook daadwerkelijk terug in I Could Never Be Your Woman.
- Michelle Pfeiffer verscheen voor het eerst sinds White Oleander in 2002 in een speelfilm (ze was in 2007 tevens te zien in Hairspray en Stardust).
- Paul Rudd speelde de 29-jarige Adam, terwijl hij 36 was tijdens het filmen. Michelle Pfeiffer speelde de 40-jarige Rosie, terwijl ze 47 was tijdens het filmen. Daarnaast speelde Stacey Dash de hoofdrolspeler van een tienerserie die Rosie produceert, terwijl ze in werkelijkheid 40 was.